# Prostaglandin A1
Prostaglandin A1 ist eine chemische Verbindung aus der Gruppe der Prostaglandine. Prostaglandin A1 kommt natürlich in Tieren vor. Es ist ein Metabolit im Arachidonsäure-Stoffwechsel. PGA1 induziert über H- und N-Ras den MAPK-Signalweg die Apoptose. PGA1 hemmt die Replikation des Hepatitis-C-Virus.
Als Cyclopenton-Prostaglandin bildet PGA1 mit freien Thiolgruppen teilweise ein Michael-Addukt.